# NGC 2112
NGC 2112 is een open sterrenhoop in het sterrenbeeld Orion. Het hemelobject werd op 1 januari 1786 ontdekt door de Duits-Britse astronoom William Herschel.

## Sharpless 2-276
NGC 2112 bevindt zich in het helderste gedeelte van de supernovarestant Sharpless 2-276 (Sh2-276), ook wel bekend als Barnard's loop. Dit gedeelte van de supernovarestant bevindt zich ten oosten van de drie gordelsterren van Orion.

## Synoniemen
- OCL 509